# Victory (The-Jacksons-Album)
Victory ist das 16. Studioalbum der Jacksons. Es wurde am 2. Juli 1984 von Epic Records veröffentlicht und ist das kommerziell erfolgreichste Album der Gruppe. Das Album ist das erste und einzige zu dessen Zeit alle sechs Jackson-Brüder Mitglieder der Band waren. Außerdem ist es das letzte Album der Gruppe mit Leadsänger Michael Jackson als Mitglied.

## Geschichte
Nach der Ausstrahlung der Fernsehsendung Motown 25: Yesterday, Today, Forever beschloss Jermaine Jackson nach neun Jahren mit den Jackson Five ein Album aufzunehmen. Jedes Mitglied sang mindestens ein Stück auf dem Album, so sang Jermaine den Song Torture und sein Bruder Michael Jackson das Duett mit Mick Jagger State of Shock. Beide sangen auch im Duett den Track Wait. Bei den Bonustracks One More Chance und The Hurt hörte man zusätzlich Backgroundsängerinnen. Die Singleauskopplungen Torture und Body sind die einzigen, zu denen Musikvideos existieren, zudem ließ sich der Verkaufserfolg des Albums durch den Hit State of Shock tragen. Zur Promotion des Albums gingen die Jacksons auf die Victory Tour.
Trotz des gleichnamigen Namens der Tour, wurde während der 5-monatigen Tour keiner der Songs Live gespielt. Obwohl Mick Jagger bei einem der Konzerte zu Gast war, soll er abgelehnt haben, das Duett State Of Shock mit der Gruppe auf der Bühne zu singen. Gestaltet wurde das Cover von Michael Whelan. Die ersten Exemplare in den USA und in Europa zeigte noch eine weiße Taube auf der Schulter von Randy Jackson. Nach erscheinen der ersten Exemplaren wurde das Cover geändert, bei der nun die Taube komplett fehlt. Erst bei der Wiederveröffentlichungen ab 1987 wurde das Ursprungsdesign bis heute wieder verwendet.

## Titelliste
1. Torture
2. Wait
3. One More Chance
4. Be Not Always
5. State of Shock
6. We Can Change the World
7. The Hurt
8. Body

Victory (Expanded Version) (digital erschienen am 30. April 2021)
1. Torture
2. Wait
3. One More Chance
4. Be Not Always
5. State of Shock
6. We Can Change the World
7. The Hurt
8. Body
9. State of Shock (7″ Version)
10. State of Shock (12″ Version – Dance Mix)
11. State of Shock (12″ Version – Instrumental)
12. Torture (7″ Version)
13. Torture (12″ Version – Dance Mix)
14. Torture (12″ Version v Instrumental)
15. Body (7″ Version)
16. Body (12″ Extended Version)
17. Body (7″ Version – Instrumental)
18. Body (12″ Version – Instrumental Extended)
19. Wait (7″ Version)[2]

## Kommerzieller Erfolg

### Chartplatzierungen
Album
| ChartsChartplatzierungen       | Höchstplatzierung | Wochen |
| ------------------------------ | ----------------- | ------ |
| Deutschland (GfK)              | 5 (22 Wo.)        | 22     |
| Österreich (Ö3)                | 2 (10 Wo.)        | 10     |
| Schweiz (IFPI)                 | 4 (14 Wo.)        | 14     |
| Vereinigte Staaten (Billboard) | 4 (30 Wo.)        | 30     |
| Vereinigtes Königreich (OCC)   | 3 (13 Wo.)        | 13     |

| ChartsJahrescharts (1984) | Platzierung |
| ------------------------- | ----------- |
| Deutschland (GfK)         | 46          |
| Österreich (Ö3)           | 27          |
| Schweiz (IFPI)            | 27          |

Singles

| Jahr | Titel          | Höchstplatzierung, Gesamtwochen, AuszeichnungChartplatzierungen (Jahr, Titel, , Platzierungen, Wochen, Auszeichnungen, Anmerkungen) | Höchstplatzierung, Gesamtwochen, AuszeichnungChartplatzierungen (Jahr, Titel, , Platzierungen, Wochen, Auszeichnungen, Anmerkungen) | Höchstplatzierung, Gesamtwochen, AuszeichnungChartplatzierungen (Jahr, Titel, , Platzierungen, Wochen, Auszeichnungen, Anmerkungen) | Höchstplatzierung, Gesamtwochen, AuszeichnungChartplatzierungen (Jahr, Titel, , Platzierungen, Wochen, Auszeichnungen, Anmerkungen) | Höchstplatzierung, Gesamtwochen, AuszeichnungChartplatzierungen (Jahr, Titel, , Platzierungen, Wochen, Auszeichnungen, Anmerkungen) | Anmerkungen                                         |
| Jahr | Titel          | DE | CH | UK | US | R&B | Anmerkungen                                         |
| ---- | -------------- | --- | --- | --- | --- | --- | --------------------------------------------------- |
| 1984 | State of Shock | DE23 (11 Wo.)DE | CH11 (10 Wo.)CH | UK14 (10 Wo.)UK | US3 Gold · (15 Wo.)US | — | Erstveröffentlichung: Juni 1984 Verkäufe: + 500.000 |
| 1984 | Torture        | DE31 (11 Wo.)DE | — | UK26 (6 Wo.)UK | US17 (12 Wo.)US | R&B12 (13 Wo.)R&B | Erstveröffentlichung: September 1984                |
| 1984 | Body           | — | — | UK94 (1 Wo.)UK | US47 (7 Wo.)US | R&B39 (9 Wo.)R&B | Erstveröffentlichung: Oktober 1984                  |

### Auszeichnungen für Musikverkäufe
| Land/Region                  | Auszeichnungen für Musikverkäufe (Land/Region, Auszeichnung, Verkäufe) | Verkäufe  |
| ---------------------------- | ---------------------------------------------------------------------- | --------- |
| Finnland (IFPI)              | Gold                                                                   | 34.908    |
| Frankreich (SNEP)            | Gold                                                                   | 100.000   |
| Kanada (MC)                  | 2× Platin                                                              | 200.000   |
| Vereinigte Staaten (RIAA)    | 2× Platin                                                              | 2.000.000 |
| Vereinigtes Königreich (BPI) | Gold                                                                   | 400.000   |
| Insgesamt                    | 3× Gold · 4× Platin ·                                                  | 2.734.908 |

## Mitwirkende
- Randy Jackson: Gesang, Percussion
- Jackie Jackson: Gesang, Horn
- Michael Jackson: Gesang
- Marlon Jackson: Gesang, Keyboards
- Tito Jackson: Gesang, Gitarren, Keyboards, Synthesizer, Drumcomputer
- Jermaine Jackson: Gesang
- David Paich, John Barnes, Michael Boddicker, Derek Nakamoto: Keyboards
- Lenny Castro, Paulinho da Costa: Percussion
- Jeff Porcaro, Jonathan Moffett: Schlagzeug
- Nathan East, Louis Johnson: Bass
- Steve Lukather, Greg Poree, Jack Wargo, David Williams, Gregg Wright: Gitarren
- Gayle LaVant: Mundharmonika
- Murray Adler: Konzertmeister
- Jerry Hey: Saiteninstrumente und Horn
- Mick Jagger: Gesang
- Robin Ross: Bratsche
- The Jackson Five, Steve Porcaro & Greg Ladanyi: Produzenten
- Brent Averill, Richard Bosworth, Bill Bottrell, Tito Jackson, Tom Knox, Greg Ladanyi, Bruce Swedien: Toningenieure
- Niko Bolas, Ollie Cotton, Paul Erickson, Bino Espinoza, Matt Forger, Stuart Furusho, Mitch Gibson, Shep Longsdale, Brian Malouf, Terry Stewart: assistierende Toningenieure
- Niko Bolas, Bill Bottrell, Bruce Swedien: Mixing: Abmischung